# Хрещикове
Хре́щикове — колишнє село в Україні, Сумській області, Середино-Будському районі.
Було підпорядковане Пигарівській сільській раді. Станом на 1988 рік у селі проживало 20 людей.

## Історія
Хрещикове лежало за 2 км від правого берега річки Свига. За 1,5 км лежить село Луг. Поруч проходить залізниця, за 3,5 км — станція Перемога.
Зняте з обліку рішенням Сумської обласної ради 19 жовтня 2000 року.